# Tropidolaemus laticinctus
Tropidolaemus laticinctus là một loài rắn trong họ Rắn lục. Loài này được Kuch Gumprecht & Melaun mô tả khoa học đầu tiên năm 2007.